# كلير بيل
كلير بيل (بالإنجليزية: Clare Bell)‏ (1952، هيتشن في المملكة المتحدة)؛ كاتِبة مُتخصِّصة في أدب الأطفال وروائية أمريكية. درست في جامعة كاليفورنيا.